# Месје 8
Месје 8 (М8) је емисиона маглина у сазвежђу Стрелац која се налази у Месјеовом каталогу објеката дубоког неба.
Деклинација објекта је - 24° 22' 48" а ректасцензија 18h 3m 42,0s. Привидна величина (магнитуда) објекта М8 износи 9,9 а фотографска магнитуда 5,8. М8 је још познат и под ознакама NGC 6523, LBN 25, Lagoon nebula.